# Robe of Gems
Robe of Gems (dt.: „Robe aus Edelsteinen“, spanischsprachiger Titel: Manto de Gemas) ist ein Spielfilm von Natalia López Gallardo aus dem Jahr 2022. Das Drama stellt drei Frauen in den Mittelpunkt (dargestellt von Nailea Norvind, Antonia Olivares und Aida Roa), die direkt oder indirekt mit dem lokalen Drogenhandel in Konflikt geraten.
Der erste Langfilm der Regisseurin wurde im Februar 2022 bei den 72. Internationalen Filmfestspielen Berlin uraufgeführt.

## Handlung

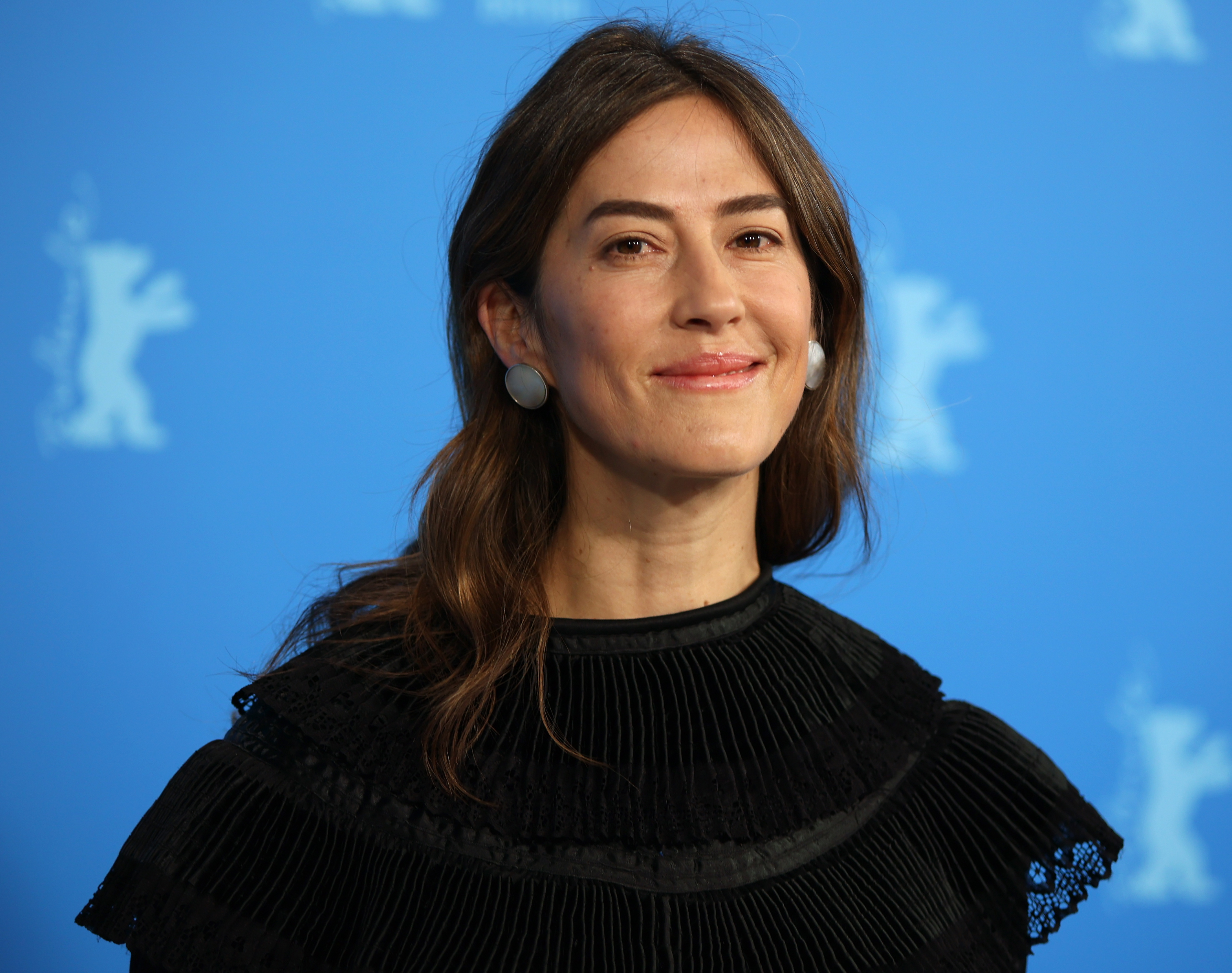
Regisseurin und Drehbuchautorin Natalia López Gallardo, Berlinale 2022

Isabel befindet sich mitten in einem Scheidungsprozess. Auch ihre Kinder beobachten das Auseinanderleben der Eltern mit Sorge. Isabel beschließt, mit ihrer Familie eine Villa im ländlichen Mexiko zu beziehen, in dem einst ihre Mutter lebte. Das früher gepflegte Landhaus präsentiert sich beim Einzug leer und vernachlässigt. Isabel nimmt daraufhin Kontakt zur einstigen Hausangestellten Maria auf, deren Schwester spurlos verschwunden ist. Die Ermittlungen in diesem Fall übernimmt Roberta. Ihr Sohn ist in Drogengeschäfte verstrickt, woran die besorgte Ermittlerin zu verzweifeln droht. Und auch Maria verdient sich ohne Wissen der Polizeichefin ihren Lebensunterhalt mit der Arbeit für eine lokale Drogenbande. Isabel beschließt entgegen der Warnungen von Maria auf eine gefährliche Suche zu gehen. Der Weg der drei Frauen zur Erlösung wird von Tragödien und Gewalt überschattet.

## Veröffentlichung
Die Premiere von Robe of Gems fand am 11. Februar 2022 bei der Berlinale statt. In Deutschland wurde der Film am 20. Februar 2023 beim Streamingdienst Mubi veröffentlicht.

## Auszeichnungen
Mit Robe of Gems wurde Natalia López Gallardo in den Wettbewerb um den Goldenen Bären eingeladen, den Hauptpreis der Berlinale. Ihr Film erhielt den  Silberneren Bären – Preis der Jury. Ebenfalls war Robe of Gems für den GWFF-Preis Bester Erstlingsfilm nominiert.

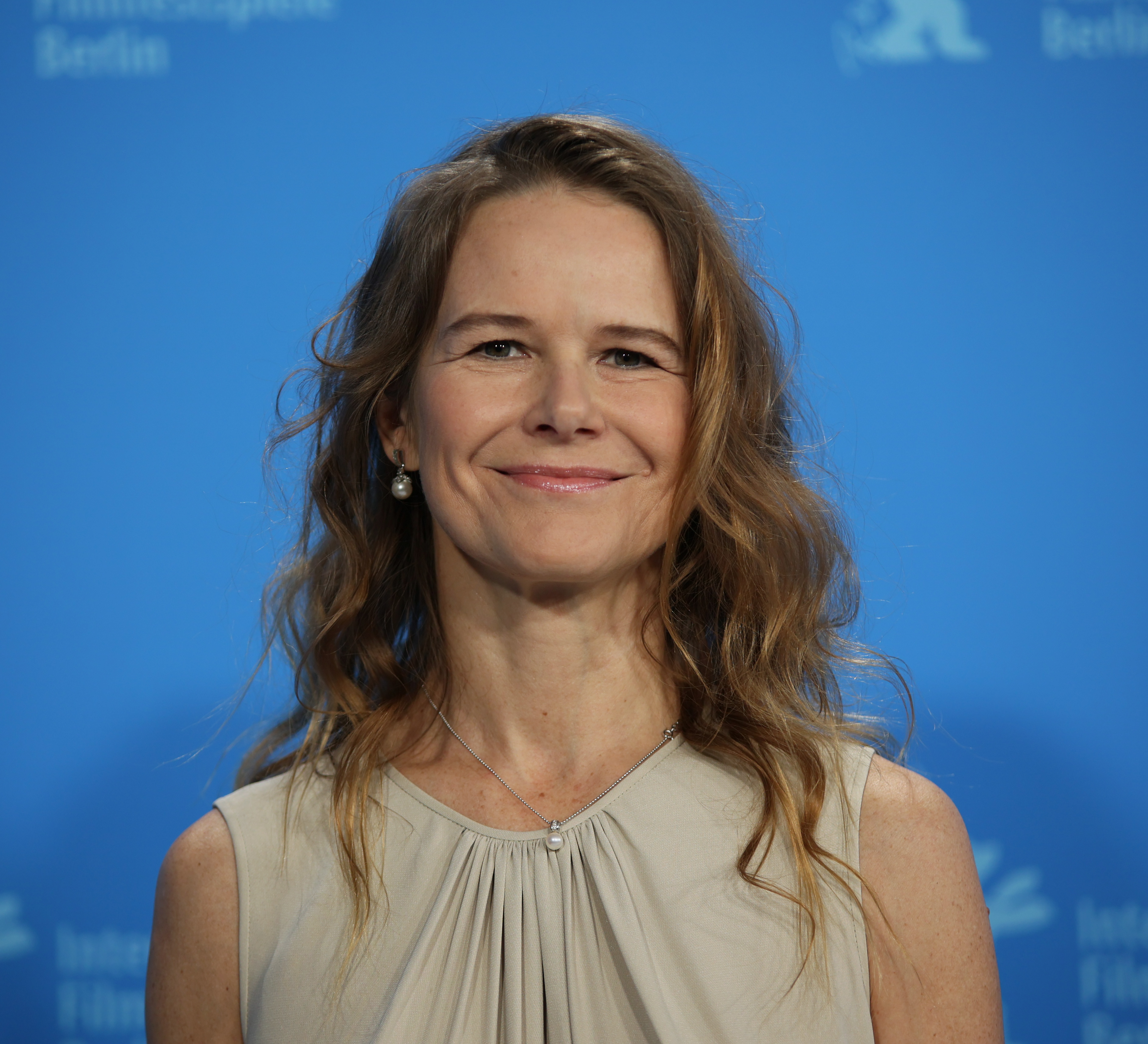
Nailea Norvind auf der Berlinale 2022
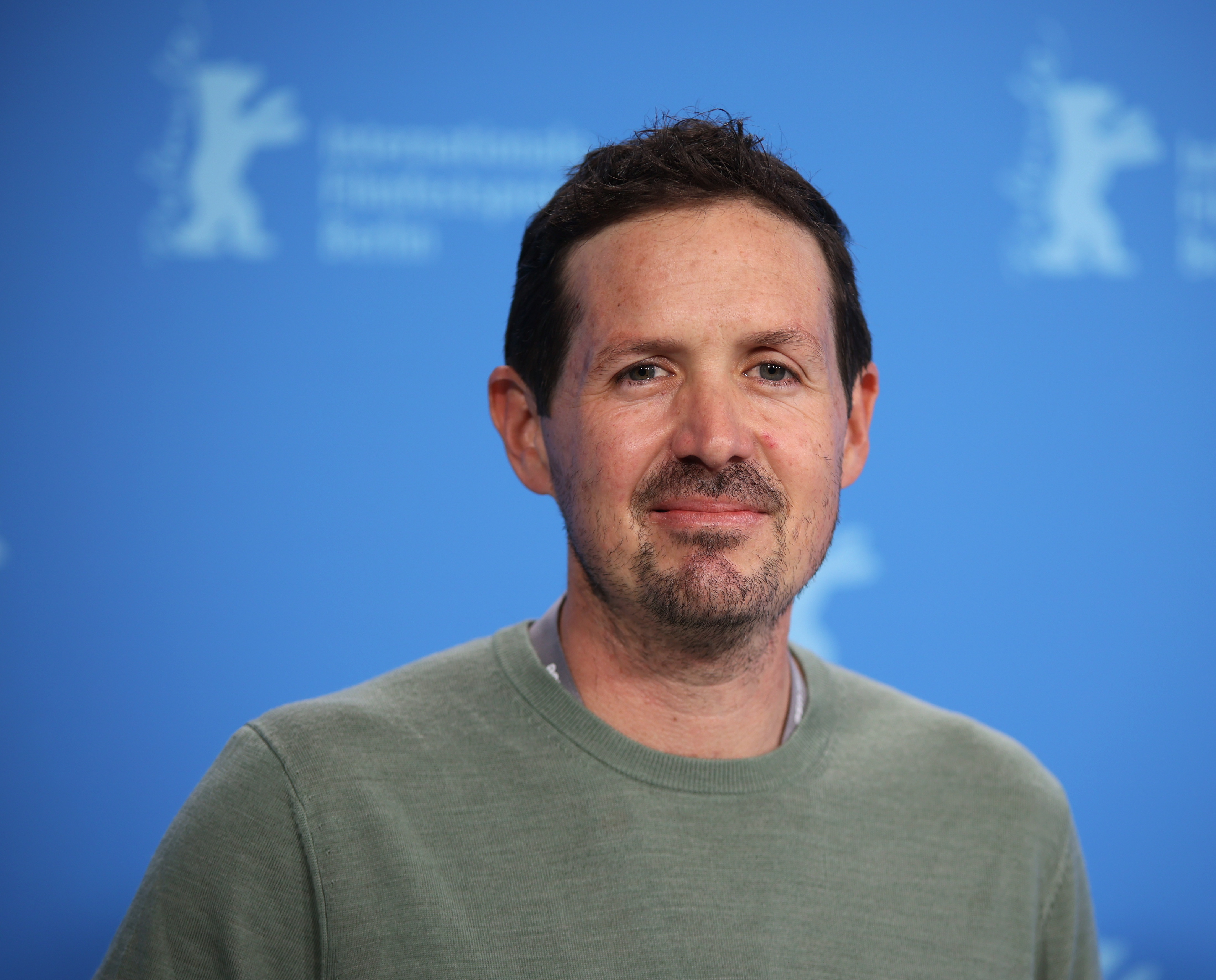
Joaquin del Paso auf der Berlinale 2022
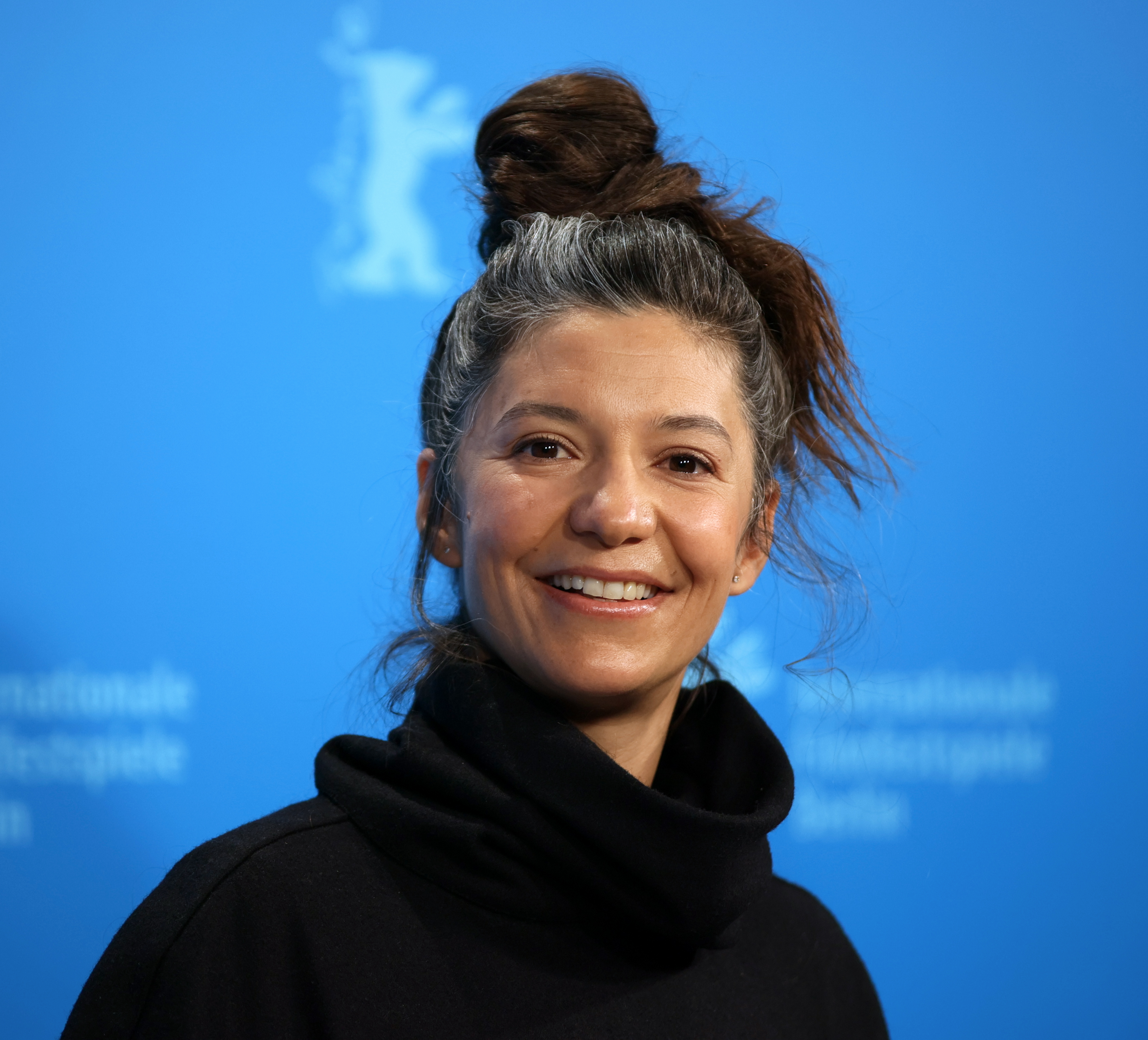
Fernanda de la Peza auf der Berlinale 2022